# فهرست آتشفشان‌های نیکاراگوئه

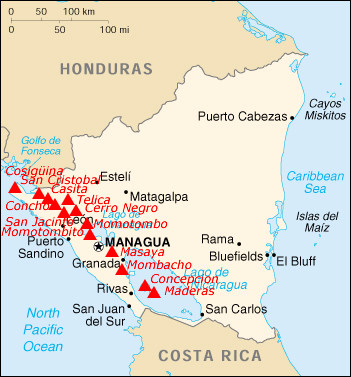
موقعیت آتشفشان‌های نیکاراگوئه بر روی نقشه.

فهرست آتشفشان‌های نیکاراگوئه و اطلاعات مربوط به آنها در جدول زیر آمده‌است:
| نام             | ارتفاع به متر | آخرین فوران               | نگاره |
| آسول            | ۲۰۱           | نامعلوم                   |       |
| آپویکه          | ۵۱۸           | ۵۰ سال پیش از میلاد ± ۱۰۰ |       |
| استلی           | ۸۹۹           | نامعلوم                   |       |
| تلیکا           | ۱۰۶۱          | ۲۰۱۱                      |       |
| روتا            | ۸۳۲           | نامعلوم                   |       |
| زاپاترا         | ۶۲۹           | نامعلوم                   |       |
| سان کریستوبال   | ۱۷۴۵          | ۲۰۱۱                      |       |
| سرو ال سیگواتپه | ۶۰۳           | نامعلوم                   |       |
| سرو نگرو        | ۷۲۸           | ۱۹۹۹                      |       |
| کوسیگوئینا      | ۸۲۷           | ۱۸۵۹                      |       |
| کونسپسیون       | ۱۷۰۰          | ۲۰۰۹                      |       |
| گرانادا         | ۳۰۰           | نامعلوم                   |       |
| لاس پیلاس       | ۱۰۸۸          | ۱۹۵۴                      |       |
| لاس لاخاس       | ۹۲۶           | نامعلوم                   |       |
| مادراس          | ۱۳۹۴          | نامعلوم                   |       |
| ماسایا          | ۶۳۵           | ۲۰۰۸                      |       |
| مومباچو         | ۱۳۴۴          | نامعلوم                   |       |
| موموتومبو       | ۱۲۹۷          | ۱۹۰۵                      |       |
| نخاپا-میرافلورس | ۳۶۰           | ۱۰۶۰±۱۰۰ سال              |       |